# 岡保 (福井市)
岡保（おかぼ）は、福井県福井市の地域。あずまブロック(北東部)に属する。

## 人口
岡保には2024年1月1日現在2185人が住んでおり、世帯数は782世帯。そのうち男性が1078人、女性は1107人。